# ORECA 01

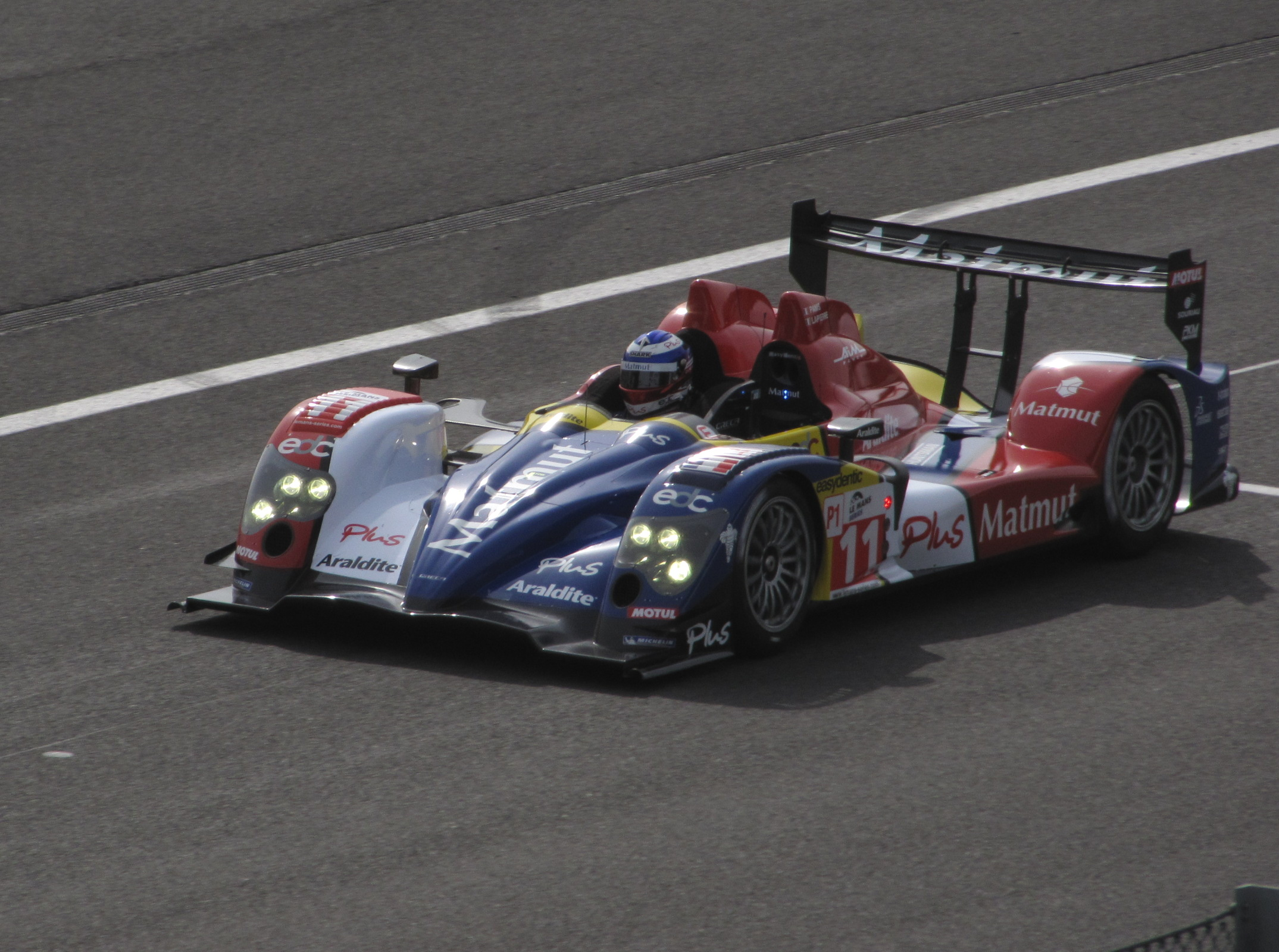
Der ORECA 01 beim 1000-km-Rennen von Spa-Francorchamps 2009

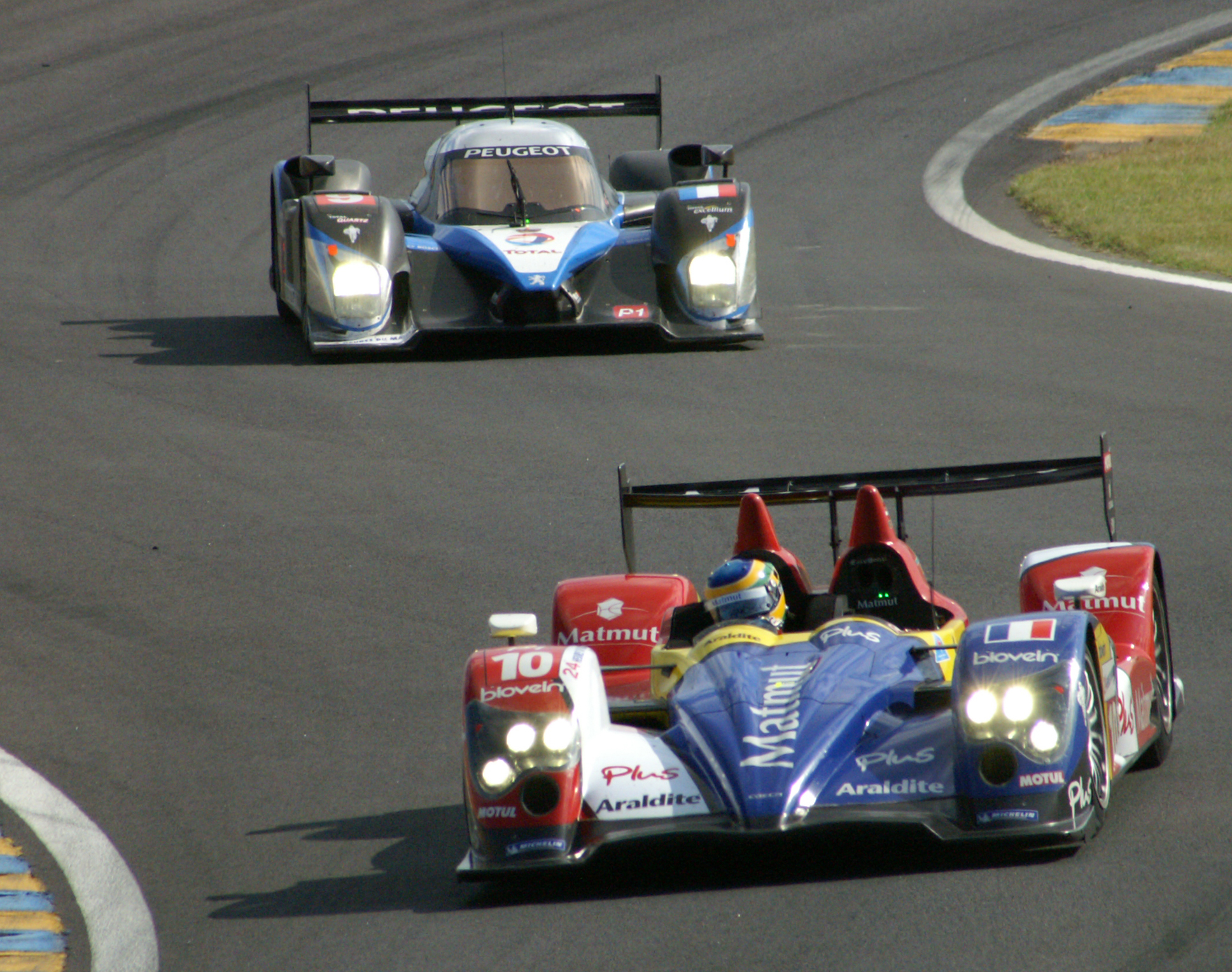
ORECA 01 vor einem Peugeot 908 HDi FAP in Le Mans

Der ORECA 01 ist ein von ORECA entwickelter und seit 2009 eingesetzter Le-Mans-Prototyp. Er basiert auf dem Courage-ORECA LC70.

## Geschichte
Der neue ORECA debütierte beim zweiten Lauf zur Le Mans Series 2009 in Spa-Francorchamps. Beim Saisonstart in Barcelona startete ORECA noch mit leicht modifizierten LC70. Zwischen diesem Rennen und dem Debüt wurden die beiden eingesetzten LC70-Chassis zum ORECA 01 umgebaut. Da die Änderungen so massiv waren, wurde das Fahrzeug neu homologiert, bekam dementsprechend auch einen neuen Namen. Auf Anhieb fuhren Nicolas Lapierre und Olivier Panis beim 1000-km-Rennen von Spa auf den vierten Platz. Das zweite Auto wurde durch einen Unfall von Bruno Senna schwer beschädigt. Senna, Stéphane Ortelli und Tiago Monteiro erhielten somit für das 24-Stunden-Rennen von Le Mans ein neues Fahrzeug, jedoch musste der Wagen mit einem technischen Defekt aufgegeben werden. Der ältere Wagen in den Händen von Lapierre, Panis und Soheil Ayari hingegen fuhr auf den fünften Gesamtrang. In Algarve hingegen übertrafen Senna und Monteiro das bislang beste Ergebnis und beendeten den 1000-km-Lauf auf dem Podium. Das Rennen am Nürburgring wurde zugunsten des Petit Le Mans am Jahresende ausgelassen. Zudem erschien ORECA beim letzten Meisterschaftslauf der Le Mans Series in Silverstone lediglich mit einem Fahrzeug. Lapierre und Panis steuerten den ORECA 01 zum ersten Gesamtsieg der Saison. Zum Saisonabschluss in Road Atlanta der American Le Mans Series waren neben Nicolas Lapierre und Olivier Panis auch Romain Dumas gemeldet. Am verregneten Rennwochenende des Petit Le Mans, traten zudem auch die Werksteams von Audi und Peugeot an. Aufgrund des einsetzenden starken Regens musste das Rennen vorzeitig beendet werden, das Fahrertrio von ORECA wurde demnach auf dem fünften Platz gewertet, hinter den vier Dieselfahrzeugen der Werksteams, jedoch als bester Prototyp mit Benzinmotor vor den meisterschaftsführenden Acura ARX-02. Das Silverstone-Fahrzeug hingegen wurde zum Jahresende nach Japan gebracht, um dort bei den beiden 500-km-Rennen der Asian Le Mans Series teilzunehmen. Lapierre und Loïc Duval beendeten beide Meisterschaftsläufe auf dem Podium und die Saison auf dem dritten Platz der lediglich zwei Rennen umfassenden Meisterschaft.

## Chassis
| Nr. | Jahr | Team              | Motor | Rennserie             | Anmerkungen                       |
| --- | ---- | ----------------- | ----- | --------------------- | --------------------------------- |
| 01  | 2009 | Team ORECA Matmut | AIM   | LMS                   | war Courage-ORECA LC70 Chassis 10 |
| 02  | 2009 | Team ORECA Matmut | AIM   | LMS & Le Mans & AsLMS | war Courage-ORECA LC70 Chassis 13 |
| 03  | 2009 | Team ORECA Matmut | AIM   | LMS & Le Mans & PLM   |                                   |